# Illbient
Illbient este un gen de muzică electronică. Termenul a fost inventat de DJ Olive pentru a descrie muzica produsă de comunitatea de artiști bazată în cartierul Williamsburg din Brooklyn, New York în 1994. Cuvântul "Illbient" este un portmanteau de la termenii de slang hip hop "ill" și "ambient". 

## Muzicieni
- Byzar[4]
- DJ Olive[2]
- DJ Spooky[2]
- Scorn
- Teargas & Plateglass
- Techno Animal
- We[4]
- Witchman
- TWISTOR
- Black Lung